# إميلي سكوت (لاعبة كرة قدم أمريكية)
إميلي سكوت (بالإنجليزية: Emily Scott) هي لاعب كرة قدم أمريكية بريطانية، ولدت في 30 يونيو 1992.

## وصلات خارجية
- إميلي سكوت على موقع سلسلة سباعيات الرغبي العالمية للسيدات (الإنجليزية)
- إميلي سكوت على موقع اللجنة الأولمبية الدولية (الإنجليزية)
- إميلي سكوت على موقع أوليمبيديا (الإنجليزية)
- إميلي سكوت على موقع اللجنة الأولمبية البريطانية (الإنجليزية)